# Slatina (powiat Levice)
Slatina – wieś (obec) na Słowacji położona w kraju nitrzańskim, w powiecie Levice. Pierwsze wzmianki o miejscowości pochodzą z roku 1245. 
Według danych z dnia 31 grudnia 2012, wieś zamieszkiwało 346 osób, w tym 175 kobiet i 171 mężczyzn.
W 2001 roku rozkład populacji względem narodowości i przynależności etnicznej wyglądał następująco:
- Słowacy – 30,75%
- Czesi – 2,3%
- Romowie – 10,34%
- Węgrzy – 56,03%

Ze względu na wyznawaną religię struktura mieszkańców kształtowała się w 2001 roku następująco:
- Katolicy rzymscy – 95,98%
- Grekokatolicy – 0,29%
- Ewangelicy – 0,57%
- Ateiści – 2,01%
- Nie podano – 0,86%